# 朱印状

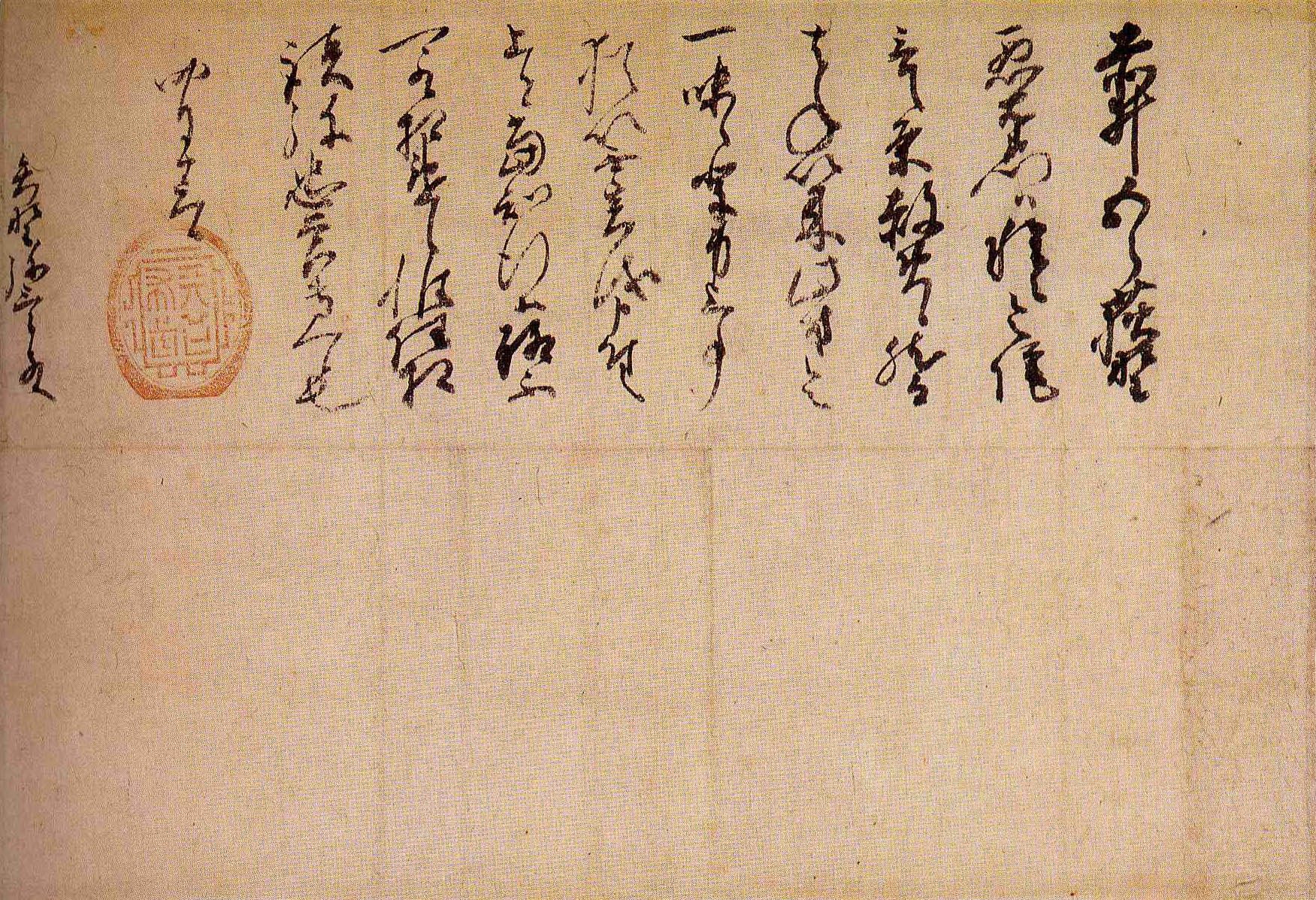
織田信長朱印状/兵庫県立歴史博物館蔵

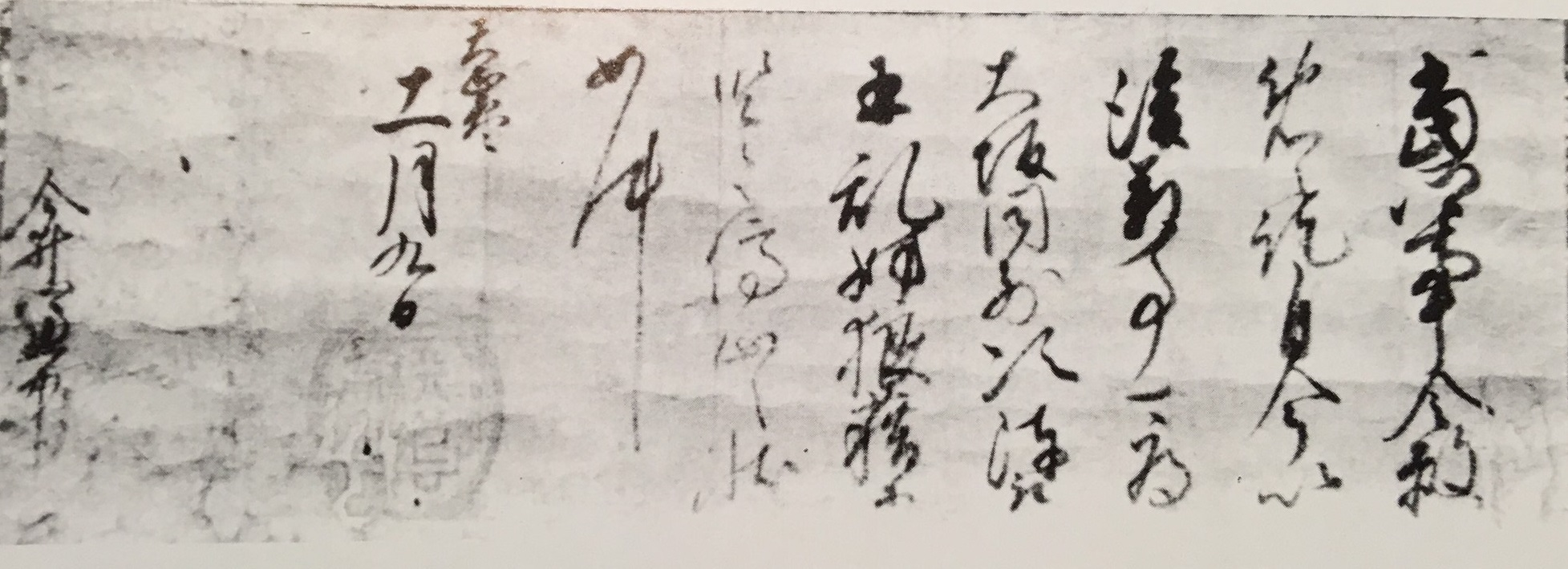
織田信長朱印状/今井郷惣中宛赦免

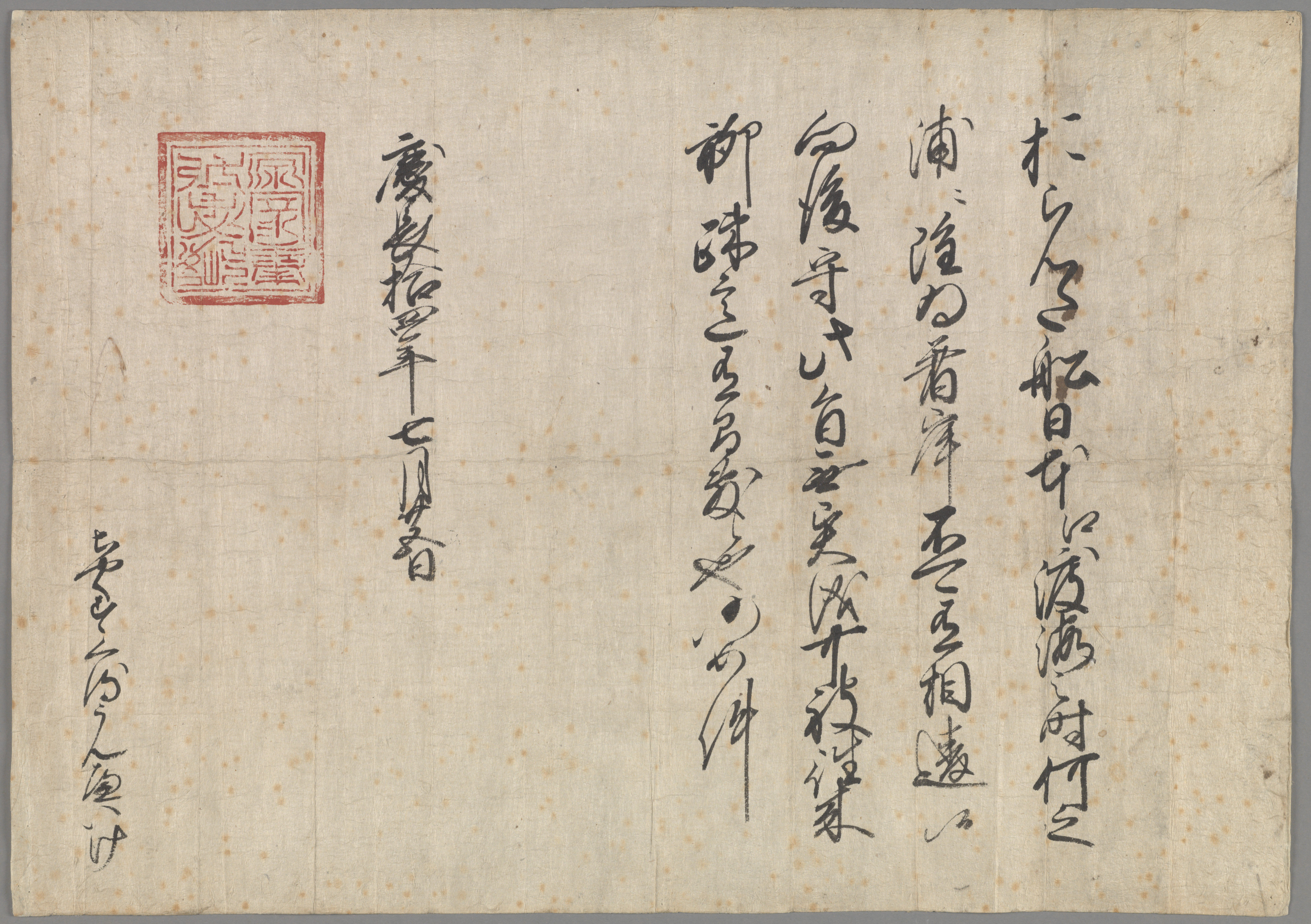
徳川家康朱印状/オランダ国立公文書館蔵

朱印状（しゅいんじょう）とは、日本において（花押の代わりに）朱印が押された公的文書（印判状）のことである。
主に戦国時代から江戸時代にかけて戦国大名・藩主や将軍により発給された。
特に、江戸時代において将軍が公家・武家・寺社の所領を確定させる際に発給したものは、領地朱印状とも呼ばれる。

## 概要
武家文書である朱印状の初見は今川氏親が発給した「永正九年三月二十四日今川氏親棟別役免除朱印状」とされている。この最古の朱印状は永正9年（1512年）に氏親が西光寺の棟別銭を免除するために発給した文書である。以後、印判状は北条氏、武田氏、上杉氏、長尾氏、里見氏、伊達氏など東国の有力戦国大名の間で用いられ、さらに織田信長、豊臣秀吉、徳川家康も朱印状を用いた。
印判状は民政・軍事両面で多くの公文書発給に迫られた大名領国制の元で花押署記の手間を省く手段として用いられた。朱印・黒印の2種の種別は各大名家によって異なっていたが、使用に区分を設けたかどうかは判明していない。織田信長も公文書に黒印・朱印を用いたが、外交文書などの重要な文書には「天下布武」の4字が入った朱印状を用いたが、黒印状による例もあった。続く豊臣秀吉は朱印のみを用いた。徳川家康は更に楕円形の朱印と四角形の朱印の使い分けを行った。海外貿易を許可する際には後者を押した朱印状を授けたことから、この朱印状を受けて貿易を行った船を朱印船と呼び、後に「朱印船貿易」の呼称が発生する。
江戸時代には特に将軍家や諸大名が武士に対して知行充行や知行安堵をした証し、または寺社に対して土地寄進をするときの文書として利用された。
家康以来、10万石もしくは四位以上の大名・摂関家及び清華家・大臣家・従一位の公家に対する知行安堵は花押を署記した判物、10万石以下の武士の知行安堵や寺社領の寄進・安堵は朱印状、将軍の私的な書状や軽微な事項では黒印状によって発給された。ただし、初期の頃は例外的な発給も多くあった。後に旗本には朱印状の交付はされなくなり、小規模寺社に対する寄進などには黒印状が用いられるなどの変遷もあり、一定の格式が定まるのは、徳川家綱の時代とされている。
なお、藩主においても朱印状と黒印状の使い分けが行われていた事例があり、朱印状を発給できたのは将軍や大御所のみとするのは正しくない。